# Kulsprutepistol m/45
9 mm kulsprutepistol m/45, kort 9 mm kpist m/45, är en svensktillverkad kulsprutepistol konstruerad av Carl Gustafs stads gevärsfaktori i Eskilstuna som tidigare användes i den svenska försvarsmakten. Vapnet är helautomatiskt och fungerar efter principen tungt oreglat slutstycke. Vapnet är avsett för automateld och saknar läge för patronvis eld men har en eldhastighet och avtryckare som tillåter patronvis eld med fingerdisciplin. 
Kpist m/45 användes av den svenska försvarsmakten i över 60 år och togs ur bruk den 2 april 2007, då av hemvärnet som var den del av svenska försvaret som använt vapnet längst.

## Vapnet
Vapnet fanns i tre modeller inom försvaret, m/45 (m/45A), m/45B samt m/45C. Ursprungsmodellen var svartfosfaterad men omålad, medan B- och C-modellerna kunde vara olivgröna. 
På m/45 hade man en avtagbar magasinsstyrning som hölls fast med hjälp av en bygel för att kunna använda det 50-patronersmagasin som fanns till kulsprutepistol m/37-39(F). 50-patronersmagasinet var större än 36-patroners standardmagasinet och passade inte i magasinsstyrningen. Då 50-patronersmagasinen var kända för att krångla så användes tidigt uteslutande endast det extremt tillförlitliga 36 patronersmagasinet. När man tog in m/45 vapen för ReMo m/45B (Renovering modifiering) tog man bort bygeln och magasinsstyrningen nitades nu permanent fast istället
B-modellen skilde sig från m/45 genom att bakstycket förstärktes och försågs med en extra hake för att hindra vapnets bakstycke att lossna och skada skytten i ansiktet vid högt gastryck orsakat av smutsig eller igensatt pipa. Ett antal m/45 byggdes om till B-modeller och resten lades i lager. Under mitten av 1990-talet räknade man med att ingen kammarammunition fanns kvar så man släppte det skjutförbud man haft på modellen. I viss omfattning där man haft m/45B byttes nu dessa ut till m/45. 
C-modellen hade en pipmantel med bajonettfäste som monterades på vapnet istället för den vanliga manteln. Dessa vapen var framtagna på förfrågan av FN-personal som skulle tjänstgöra i Kongo genom att man fräste ner och tillpassade bajonettfästet från gamla kavallerikarbin m/94 varvid bajonett m/14 (och m/15) passade vapnet. Bajonetten användes även vid högvakten vid kungliga slottet.
Vid vakttjänst användes som en extra säkerhetsåtgärd en rödfärgad säkringslucka som klämdes fast i utkastaröppningen. Luckan hindrade slutstycket ifrån att gå framåt och var tvungen att ryckas bort med hjälp av ett i luckan fastsatt snöre innan man kunde avfyra vapnet. 
Vapnet är av en typ som i grundutförandet (m/45, m/45B och m/45C) endast kan avge helautomatisk eld, dvs. att genom att avtryckaren hålls inne kan vapnet avfyra magasinets samtliga patroner. För att kontrollerat kunna avfyra endast patronvis eld var man tvungen att lära sig att snabbt släppa avtryckaren mellan varje avfyrningstillfälle. 
Den svenska polisen hade kpist m/45 som förstärkningsvapen i sin organisation, men den var till skillnad från försvarets modell utrustad med en omställare för helautomat eller enkelskott. Polisens modellbeteckning var m/45BE (E = enkelskott) och BET (T = tårgas). På BET-modellen spärrade man omställaren så att bara enkelskott kunde avlossas. Båda modellerna var målade i svart, till skillnad ifrån försvaret som var svartoxiderade och grönmålade . BE-modellen fick en modifierad kolv i mitten/slutet av 70-talet (m/75) där kindstödet kunde tas bort då polisen avvände en speciell skyddshjälm med visir (Huvudskydd m/69). BET-modellen skulle endast användas till att avlossa en tårgasbehållare (Tårgaskastspray m/74). I den satt det en lösskjutningspipa som man hade gängat på en rörformad tratt (dysa) som tårgasbehållaren satt ned i. För att kunna skjuta iväg behållaren användes en speciell drivpatron (9 mm lös ptr m/T). För att påminna skytten, satt det en röd dekal på vapnets vänstra sida där det stod att endast 9 mm lös ptr m/T fick användas. Vapnet hade ett högt ställbart bakre sikte och ett förhöjt korn. Det bakre siktet kunde ställas in på 30, 45 och 60 meter. Kpisten togs ur bruk efter utvärdering av insatsen efter Malexandermorden 1999 då man beslöt att endast ha Heckler & Koch (H&K) MP5.
Idag används vapnet för tävlingsskytte i fält och precisionsskytte.

### Utomlands

#### USA
Kpist m/45 användes av amerikanska specialstyrkor under Vietnamkriget på grund av dess enkelhet och driftsäkerhet under svåra förhållanden. Andra vapen kunde krångla i situationer där m/45 tack vare sin konstruktion kunde avge både enkelskott och automateld med snö eller vatten i vapnet. Navy SEALs har som andra attackdykare behov av såväl riktad eld som bestrykning vid "taktisk uppstigning". I USA tillverkade Smith & Wesson en kopia av m/45 under namnet "S&W mod. 76" och MK Arms som "Mk-760".

#### Egyptisk licenstillverkning

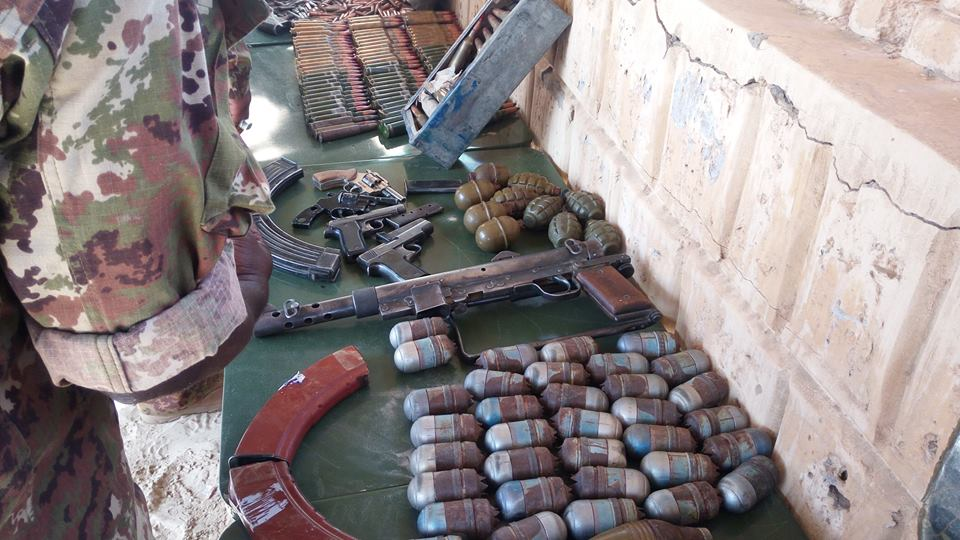
Under Mali-konflikten konfiskerades 2016 denna kpist, som troligen är en Port Said Kpist m/45.

Mot slutet av 1950-talet såldes verktyg, teknisk konsultation och licens för inhemsk tillverkning till egyptiska regeringen av Carl Gustaf Gevärsfaktori i Eskilstuna. Vapnet, i stort sett identiskt med kpist m/45 (den första modellen, med avtagbar magasinsstyrning och bakstycke utan hake) även om inte alla delar var sinsemellan utbytbara, tillverkades av Maadi Company for Engineering Industries - fabrik 54) under namnet Port Said vid hamnen med samma namn i Kairo.
Där tillverkades även en förenklad version, främst för polisens räkning, kallad Akaba. Detta vapen hade något kortare pipa, saknade pipmantel, hade förenklade sikten och axelstödet var en delvis utdragbar rörkonstruktion à la den amerikanska M3 (kulsprutepistol).

#### Övrigt
Kpist m/45 tillverkades också på licens av flera andra företag, bland annat i Indonesien.

## Riktmedel
Siktet kan ställas in på 100, 200 och 300 meter. Kornet hålls i inställt läge av kornfjädern, som spänner mot den tandade delen. I kornet finns två hål för kornnyckeln, som används då vapnet skottställs. Vapnet kan förses med mörkerriktmedel vilket består av en bygel som sätts över siktet och kornskyddet. Dessa tilldelades endast hemvärnet innan de bytte vapen till Ak 4B.

## Ammunition
9mm sk ptr m/39
Kpist m/45 använder ammunition i kaliber 9 × 19 mm Parabellum. Ursprungligen användes samma ammunition som till den tidigare kpisten m/37-39, och pistol m/39.
9mm sk ptr m/39B
9 mm m/39B är förhållandevis kraftig ammunition som utvecklades på 1950-talet baserat på erfarenheter från Koreakriget. Projektilen är tillverkad av tombakpläterad stålplåt och har mycket god genomslagsförmåga för att vara 9 x 19mm. Projektilen blir något lättare än m/39 och har en högre utgångshastighet, varvid den får en flackare kulbana än sin föregångare. För att trycka ihop projektilen krävs ett högre gastryck än normalprojektiler, vilket leder till en högre förbränningstemperatur av krutet under avfyrningstillfället. Detta skapar en något ökad erosion av stålet i pipans lopp jämfört med den äldre m/39 patronen.
9 mm lös ptr m/39
Lös ammunition har en projektil av trämjölspulver och röd plast. Till denna används en speciell lösskjutningspipa med ett koniskt, avsmalnande lopp. Längst fram på lösskjutningspipan finns gängor så att man kan skruva fast en lösskjutningsanordning, som i princip är en propp med ett antal hål i. Med monterad lösskjutningspipa och lösskjutningsanordning fungerar kpisten som vid skarpskjutning, förutom att det enda som kommer ut ur pipan är lite plastpulver.
9mm Kptr m/39 (Kammarammunition)
Kammarammunitionens projektil är tillverkad av samma trämjölspulver och plast som till den lösa projektilen, men med skillnaden att projektien är mörkblå och försedd med en mindre ingjuten 4,8mm stålkula längst fram. Vid skjutning med kammarammunition så användes samma lösskjutningspipa som till lös ammunition, men utan lösskjutningsanordning längst fram på pipan. Plasten krossades medan stålkulan for ut. Patronen användes vid stridsövning på banor som var 30 meter långa och mål som var betydligt mindre än standardtavlor.
9mm lös ptr m/T-80, 84, 86, 88
Lös ptr m/T ammunition var bara till för polisens BET-modell. Den har ingen projektil utan har bara formen av en. Toppen är stjärnstukad och patronen innehåller bara en krutladdning.

## Tillbehör
- Vapenrem med knapp
- Magasin, 6 st
- Mörkerriktmedel
- Magasinspåfyllare (endast vissa vapen)
- Kornnyckel
- Lösskjutningspipa (satt permanent i polisens BET-modell)
- Hylsfångare (fredstida tillbehör)
- Oljedosa
- Läskända
- Borstviskare
- Läskstång för skarpskjutningspipa (stål)
- Läskstång för lösskjutningspipa (mässing)
- Kornskydd (endast till polisens BET-modell)

Vapnet kunde utrustas med bajonett, bland annat vid Högvakt. Kommandot Bajonett på! för detta vapen är en 13-punktsmanöver som på grund av svårighetsgraden sällan utfördes.

## Galleri

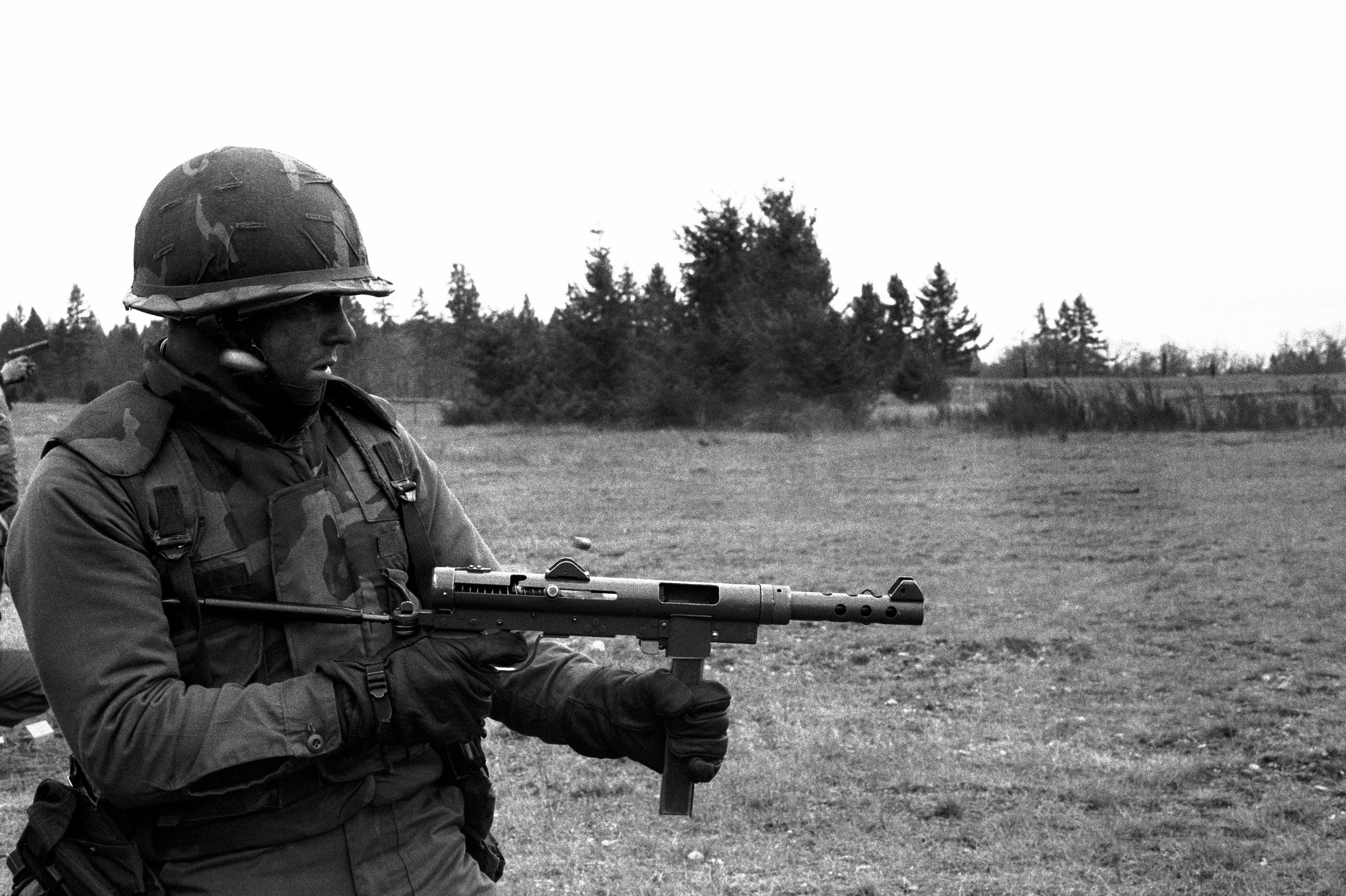
En amerikansk soldat med en kulsprutepistol m/45 Carl Gustaf. Notera att magasinet felaktigt används som handtag, vilket kan skada magasinsbrunnen.
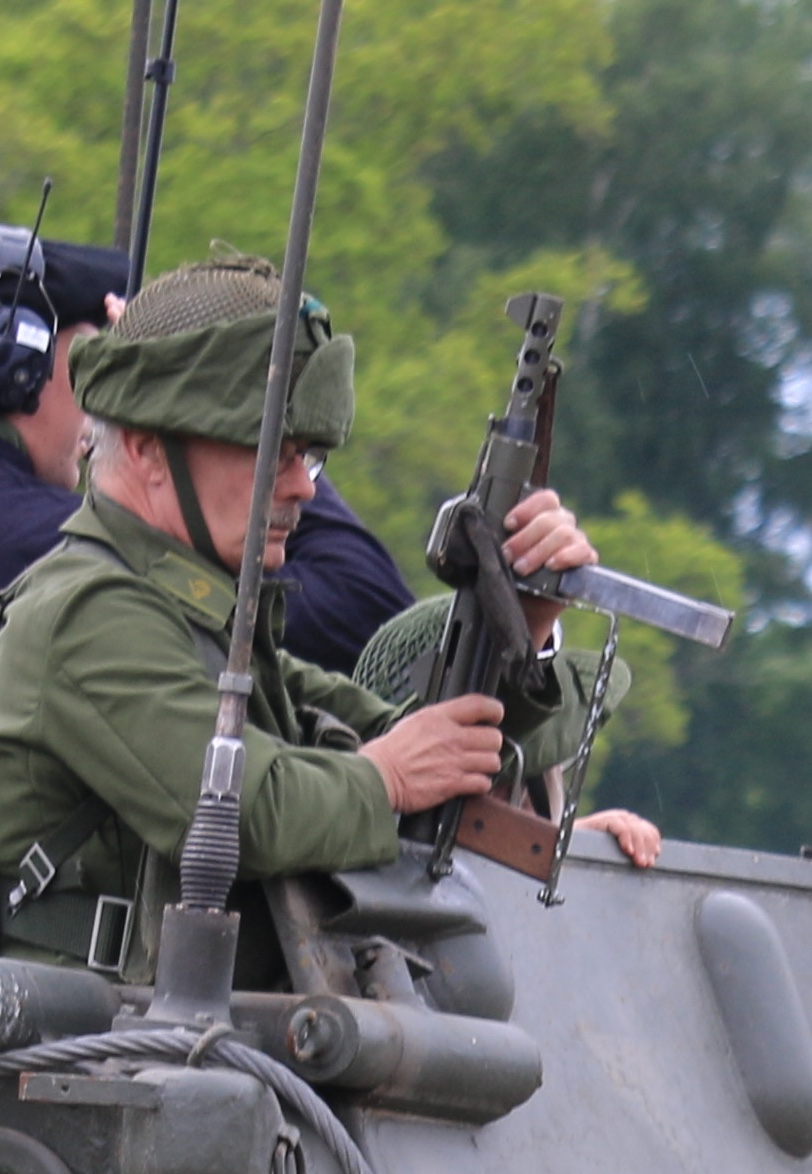
Pansarskyttesoldat beväpnad med en kulsprutepistol m/45 Carl Gustaf.
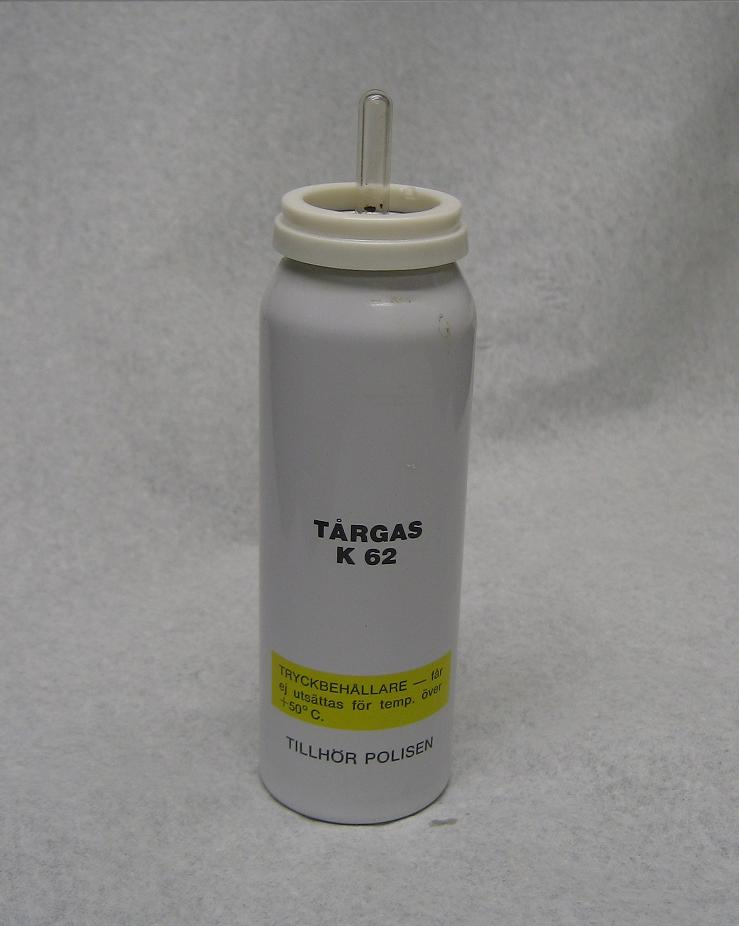
Tårgaskastspray m/74.På behållarens överdel satte man en utlösningsskiva som vid anslag bröt av glasröret. När man använde den till tårgasvapen (kpist m/45 BET) kunde man även montera på en stabilisator som hade en styrfena av svartmålad papp. Senare kom det även att finnas tårgaskastspray m/85 och m/89, men eftersom drivgasen i behållaren innehöll miljöfarlig Freon 12 valde man att inte längre använda den.

## Användare
- Algeriet
- Centralafrikanska republiken
- Egypten
- Estland
- Indonesien
- Irak
- Irland
- Jordanien
- Katanga
- Paraguay
- Sydvietnam
- USA
- Zaire